# Роже-Бернар (граф Перигора)
Роже Бернар (фр. Roger Bernard de Périgord; 1303 — 1361) — граф Перигора с 1334 года. Сын Эли VII Талейрана и его второй жены Брюнисенды де Фуа.

## Биография

Графство Перигор на карте Южной Франции

В графстве Перигор наследовал брату — Аршамбо IV. Сразу же постарался утвердиться в Бержераке, который завещала Аршамбо IV его жена Жанна де Пон. Однако сюзереном Бержерака был английский король (в качестве герцога Гаскони). Опасаясь его вмешательства, Роже-Бернар уступил права на этот город французскому королю. Согласно подписанному в марте 1340 года соглашению он получал взамен Монтиньяк, Мулеидье и Монкю с годовым доходом в 600 ливров (фактически — значительно меньше).
Также в том же 1340 году король Филипп Валуа передал Роже-Бернару большую часть шателении Бурдейль.
В 1343 году граф Перигора купил у Пьера де Помье сеньорию Моран за 1000 ливров турнуа и 100 ливров ежегодной ренты. Однако в 1346 году англичане захватили Моран и вернули его прежнему владельцу.
Графство Перигор в тот период Столетней войны являлось пограничным, и Роже-Бернар содержал на свои средства большой вооружённый отряд. В качестве платы за это в 1345 году он получил новые земли в шателениях Бурдейль и Шапдейль, и право сбора налогов на территории 8 церковных приходов.
В ноябре 1346 года Филипп Валуа продал за 20 тысяч флоринов Эли де Талейран-Перигору (брату Роже-Бернара) шателению Оберош. Фактически ей управлял граф Роже-Бернар, и его сын унаследовал её после смерти кардинала (1365).
Также герцог Нормандский в 1348—1350 годах передал графу Перигора земли, конфискованные у феодалов, воевавших на стороне англичан — Монтансе, Сен-Астье и Монтаньери.
Иоанн II после вступления на королевский трон отдал Роже-Бернару конфискованные владения Жана Галара, сеньора де Лимёйль, но в 1354 году вернул их прежнему собственнику.
В 1355 году Роже-Бернар получил замок Монтравель, конфискованный у архиепископа Бордо — сторонника англичан.
В 1356 году Иоанн II передал графу Перигора право получать оммаж за владения, ранее подчинявшиеся непосредственно королю. Так вассалами Роже-Бернара стали епископы Перигё и Сарла, аббаты Сен-Армана, Шатра, Террасона, сеньоры Комарка, Готфора, Риберака, Марёйля и др.

## Семья
Роже-Бернар был женат (брачный контракт от 3 февраля 1339 года) на Элеоноре де Вандом, дочери Бушара VI, графа де Вандом, и его жены Аликс Бретонской. У них было шестеро детей:
- Аршамбо V (ум. 1398), граф Перигора
- Талейран (ум. 1371)
- Жанна (ум. после 7 мая 1366). Муж (1359) — Жан II, граф Арманьяка, Фезансака и Родеза
- Елена
- Элеонора (ум. до 1390). Муж (1370/1373) — Гайлард II де Дюрфор, сеньор де Дюрас
- Маргарита (ум. после 16 июня 1404). Муж (свадьба 1364, развод 1370) — Рено VI де Понс, сеньор де Понс, де Марен и де Риберак, граф Монфор-л’Амори, виконт де Тюренн.